# Tommy Pederson
Pullman Gerald „Tommy“ Pederson (* 15. August 1920 in Watkins (Minnesota); † 16. Januar 1998) war ein US-amerikanischer Jazzposaunist des Swing. Er spielte auch klassische Musik und komponierte.
Pederson erhielt Unterricht in Schlagzeug, Klavier und Geige und begann mit 13 Jahren Posaune zu spielen und begann 1940 als Mitglied der Tour-Band von Orrin Tucker. 1940 bis 1945 war er bei Gene Krupa und außerdem bei Red Norvo, Woody Herman, Tommy Dorsey (1943) und Charlie Barnet (1944, 1946).  In seiner Bigband-Zeit war er nicht nur Solist, sondern arrangierte auch .1946 zog er endgültig nach Los Angeles und arbeitete ab 1948 zwanzig Jahre als freischaffender, viel beschäftigter Studiomusiker. Angebote fest in Filmstudio-Orchester zu gehen lehnte er ab. 1946 bis 1948 leitete er das Tommy Pedersen Orchestra, mit denen er tourte und die regelmäßig im Palladium in Hollywood auftraten. Dort spielten der Tenorsaxophonist Corky Corcoran und Billie Rogers (Trompete, Gesang). Er arbeitete viel für Fernsehen und Film (z. B. Cleopatra und The Music Man). Für den Film The Gene Krupa Story spielte er die Posaunen-Solos von Tommy Dorsey. Verheiratet war er in dieser Zeit mit Kathryn Audrey Reed, der späteren Frau des Regisseurs Robert Altman.
Er nahm mit Krupa, Barnet, Boyd Raeburn, Benny Goodman (1946, bei Radioübertragungen), Georgie Auld, Spike Jones, Nelson Riddle, Billy May, Frank Sinatra, Nat King Cole, Peggy Lee, Rosemary Clooney und den Four Freshmen auf. Ende der 1960er Jahre spielte er mit Doc Severinsen. In den 1970er Jahren bis 1986 spielte er wieder in Bigbands von Orrin Tucker, Tex Beneke, Freddie Martin, Billie Vaughn. 
Von ihm stammen auch viele Kompositionen für Posaune, z. B. die drei Konzerte Blue Topaz, Cogent Caprice, The Orators und Ensemble Werke von zwei bis zwanzig Posaunen. In den 1950er Jahren nahm er bei Mario Castelnuovo-Tedesco Unterricht in Komposition und arrangierte dann Klavierwerke für Posaune. Der Katalog seiner Kompositionen umfasst über 300 Titel.  Einige seiner Kompositionen erprobte er mit der Band Hoyt´s Garage in den 1960er bis 1980er Jahren, die aus Studiomusikern in Los Angeles bestand. Besonders aktiv war er Anfang der 1970er Jahre als Komponist. Pederson war von 1942 bis 1968 an 342 Aufnahmesessions beteiligt, zuletzt als Begleiter von Nancy Wilson im Jimmy Jones Orchestra.
1986 bis 1997 hatte er eine eigene Übungs-Band The Terrible Tempered Trombones (in Anspielung an Bachs Wohltemperiertes Klavier), die auch lokal in Los Angeles auftrat. Ab 1991 lebte er im Seniorenheim Casa Glendale.